# Nicolas Roche (diplomate)
Pour les articles homonymes, voir Roche (homonymie).
Nicolas Roche, né le 31 août 1973, est un diplomate français, actuel secrétaire général de la Défense et de la Sécurité nationale.

## Biographie
Archiviste-paléographe, diplômé de Sciences Po et ancien élève de l'École nationale d'administration (ENA), il commence sa carrière auprès du ministre des Affaires étrangères de 2001 à 2006, avant de rejoindre les ambassades de France aux États-Unis et en Israël en tant que conseiller. De 2016 à 2019, il est directeur des affaires stratégiques, de sécurité et du désarmement, au Quai d’Orsay.
Il exerce la fonction d'ambassadeur de France en Iran de 2022 à 2025.
Le 5 mars 2025, il est nommé secrétaire général de la Défense et de la Sécurité nationale, à compter du 26 mars 2025. 

## Publications
- Pourquoi la dissuasion, Presses universitaires de France, 2017, 544 p. (ISBN 978-2130786214).

## Distinctions
- Chevalier de la Légion d'honneur (29/12/2023)[5].
- Officier de l'ordre du Mérite de la République italienne‎ (2021)[6].